# Norvellina saucia
Norvellina saucia är en insektsart som beskrevs av Ball 1901. Norvellina saucia ingår i släktet Norvellina och familjen dvärgstritar. Inga underarter finns listade i Catalogue of Life.